# Дайдодзи Юдзан
Дайдодзи Юдзан (яп. 大道寺 友山 [だいどうじ　ゆうざん], 1639—1730) — японский самурай, историк, философ

, моралист, теоретик военного дела.

## Биография
Дайдодзи Юдзан Сигэсукэ родился в знатной самурайской семье, ведущей род от клана Тайра. Его предком в пятом поколении был Сигэтоки, старший брат Исэ Синкуро Нагаудзи, ставшего впоследствии знаменитым Ходзё Соуном, князем Одавары и одним из самых блестящих администраторов своего времени. Сигэтоки взял имя Дайдодзи по названию деревни, в которой жил. Его внук Масасигэ покончил с собой, когда в 1590 году Хидэёси взял Одавара, а его сын Наосигэ стал вассалом при сёгуне Токугава Хидэтада и храбро сражался при осаде Осаки, помогая собрать войска сёгуна после того, как их потрепали отчаянные атаки гарнизона. Сигэхиса, отец Юдзана, был вассалом Токугава Тадатэру, шестого сына Иэясу и младшего брата Хидэтада, попавшего под подозрение, потерявшего свои владения и отправленного в отставку.
Юдзан последовал за отцом. В это время он учился, стал убеждённым конфуцианцем и знатоком военного дела, а потому занял пост военного советника при князе Айдзу Мацудайра. Затем он отправился в Ивабути в Мусаси, но потом вернулся в дом Мацудайра, Эцидзэн-но Ками, главы Камон, прямого родственного дома сёгуна.

## Творчество
Всей своей жизнью он воплощал своё учение, ибо его часто приводили в пример как образец верности, выдержки и спокойствия. Известен он был и своими стихами. Его перу принадлежат «Ивабути Ява», или «Вечерние беседы в Ивабути» — расположенные в хронологическом порядке анекдоты о Токугава Иэясу, а также «Оти-босу» — история Иэясу, его сподвижников и последователей построенного ими города и замка Эдо. Он также написал «Тайсёдэн» («Записи о великих полководцах»), «Го-синрон» («Сведения о пяти вассалах») и «Будосёсинсю» («Напутствие вступающему на Путь Воина»).